# George Villiers (4. hrabia Clarendon)

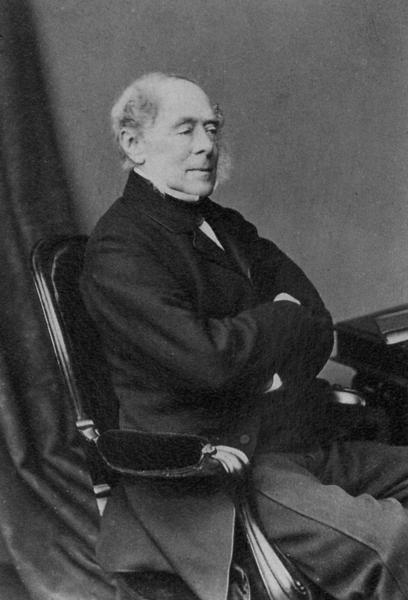
Lord Clarendon

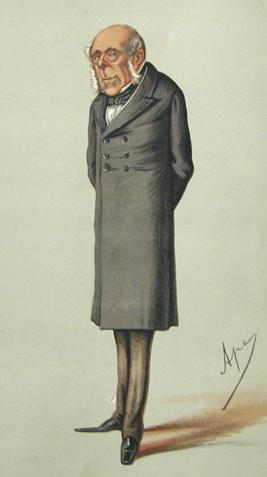
Karykatura z Vanity Fair

George William Frederick Villiers, 4. hrabia Clarendon KG, GCB (ur. 12 stycznia 1800 w Londynie, zm. 27 czerwca 1870 tamże) – brytyjski arystokrata, dyplomata i polityk, członek stronnictwa wigów i Partii Liberalnej, minister w rządach lorda Melbourne’a, lorda Russella, lorda Aberdeena, lorda Palmerstona i Williama Ewarta Gladstone’a.

## Kariera dyplomatyczna
Był najstarszym synem George’a Villiersa (najmłodszego syna 1. hrabiego Clarendon) i Theresy Parker, córki 1. barona Boringdon. W 1816 r. rozpoczął studia w St John’s College na Uniwersytecie Cambridge i w 1820 r. uzyskał tytuł magistra. W tym samym roku został attaché brytyjskiej ambasady w Sankt Petersburgu. Na tej placówce pracował przez trzy lata. Po powrocie do Wielkiej Brytanii został na 10 lat komisarzem ceł. W 1831 r. został wysłany do Francji w celu wynegocjowania traktatu handlowego. 16 sierpnia 1833 r. został mianowany ambasadorem na dworze króla Hiszpanii Ferdynanda VII.
Miesiąc po przybyciu Villiersa do Madrytu zmarł król Ferdynand. Wkrótce wybuchła wojna domowa między liberałami popierającymi królową Izabelę a konserwatywnymi karlistami popierającymi pretendenta don Carlosa. W konflikcie tym Wielka Brytania poparła królową Izabelę. Wspierał liderów Partii Liberalnej oraz przeciwdziałał francuskim intrygom na dworze. Za służbę w Hiszpanii został odznaczony Krzyżem Wielkim Orderu Łaźni. W tym samym roku zmarł jego stryj i George zasiadł w Izbie Lordów jako 4. hrabia Clarendon. W 1839 r. został odwołany z madryckiej placówki.

## Kariera polityczna
W styczniu 1840 r. Clarendon został członkiem gabinetu jako Lord Tajnej Pieczęci. Jesienią tego roku został również Kanclerzem Księstwa Lancaster. Pozostał na tych stanowiskach do upadku gabinetu w 1841 r. W okresie rządów Roberta Peela (1841–1846) działał na rzecz zniesienia ustaw zbożowych. W rządzie Russella w 1846 r. został przewodniczącym Zarządu Handlu. W 1847 r. został Lordem Namiestnikiem Irlandii. Był to czas klęski głodu oraz próby powstania dokonanej przez ruch Młodej Irlandii. W 1849 r. zorganizował pierwszą wizytę królowej Wiktorii w Irlandii. Clarendon pozostał Lordem Namiestnikiem do 1852 r. W 1849 r. otrzymał Order Podwiązki.
Rok po sformowaniu koalicyjnego rządu lorda Aberdeena, w 1853 r., Clarendon został ministrem spraw zagranicznych. Wobec zbliżającej się wojny krymskiej doprowadził do zbliżenia z Francją. Kierował delegacją brytyjską na kongresie pokojowym w Paryżu w 1856 r. Głównym zadaniem delegacji postawionym przez nowego premiera, lorda Palmerstona, było uniemożliwienie Rosji prowadzenia aktywnej polityki wobec Turcji i na Zakaukaziu. Clarendon próbował również poruszyć na kongresie kwestię polską, ale porzucił ją, niepoparty przez innych dyplomatów.
Clarendon pozostał ministrem spraw zagranicznych do upadku wigowskiego gabinetu w 1858 r. Kiedy wigowie (już pod szyldem Partii Liberalnej) ponownie sformowali rząd w 1859 r., Clarendon nie otrzymał w nim żadnego stanowiska. Jako zwykły deputowany krytykował politykę Wielkiej Brytanii wobec amerykańskiej wojny secesyjnej. Dopiero w maju 1864 r. powrócił do gabinetu jako Kanclerz Księstwa Lancaster. Do Foreign Office powrócił w 1865 r., kiedy lord Russell, dotychczasowy minister, został nowym premierem. Liberalny gabinet upadł w 1866 r. Partia Liberalna powróciła do władzy w 1868 r. i Clarendon po raz trzeci został ministrem spraw zagranicznych. Zmarł podczas sprawowania urzędu w 1870 r.

## Rodzina
4 czerwca 1839 w Gorhambury w hrabstwie Hertfordshire poślubił lady Katherine Foster-Barham (18 kwietnia 1810 - 4 lipca 1874), wdowę po Johnie Fosterze-Barhamie, córkę Jamesa Grimstona, 1. hrabiego Verulam, i lady Charlotte Jenkinson, córki 1. hrabiego Liverpool. George i Katherine mieli razem czterech synów i cztery córki:
- Constance Villiers (1840 - 17 kwietnia 1922), żona Fredericka Stanleya, 16. hrabiego Derby
- Alice Villiers (17 września 1841 - 23 listopada 1897), żona Edwarda Bootle-Wilbrahama, 1. hrabiego Lathom
- Emily Theresa Villiers (9 września 1843 - 22 lutego 1927), żona Odo Russella, 1. barona Ampthill
- Edward Hyde Villiers (30 stycznia 1845 - 26 lutego 1846), lord Hyde
- Edward Hyde Villiers (11 lutego 1846 - 2 października 1914), 5. hrabia Clarendon
- George Patrick Hyde Villiers (27 września 1847 - 10 stycznia 1892)
- Florence Margaret Villiers (21 września 1850 - 25 sierpnia 1851)
- Francis Hyde Villiers (13 sierpnia 1852 - 18 listopada 1925)